# Pyldbørsdyssen
Der Pyldbørsdyssen östlich von Hjallerup im Vendsyssel in Dänemark, ist nicht ausgegraben worden, so dass unklar ist, aus welcher Zeit der vom Namen her als Dolmen eingestufte Hügel stammt.
Der etwa 93,0 Meter lange Langhügel stammt entweder aus der Jungsteinzeit (3500–2800 v. Chr.), dann müssten im Hügel verborgen mindestens eine Steinkammer liegen, oder er ist ein Grabhügel der frühen Bronzezeit (1800–1000 v. Chr.). Bronzezeitliche Langdolmen bestehen fast immer aus einer Reihe zusammengebauter Rundhügel. Jeder dieser Rundhügel kann eine oder mehrere Gräber enthalten und es kann auch zwischen den Rundhügeln Bestattungen geben.
Die beiden Hügel östlich des Pyldbørsdyssen, genannt „Galgehøje“ (deutsch „Galgenhügel“) und ein Hügel westlich sind ihrer Form und Größe nach frühbronzezeitlich, was auch den Langhügel in die Zeit einstufen könnte. In Bronzezeithügeln liegen Männer, Frauen und Kinder der führenden Familien der Gemeinden. Pyldbørsdyssen und die umliegenden Hügel haben tiefe Krater, die von alten Plünderungen stammen.